# La Tentation de Jessica
Pour plus de détails, voir Fiche technique et Distribution.
La Tentation de Jessica ou Les Aventures romantiques de Jessica Stein au Québec (Kissing Jessica Stein) est un film américain de Charles Herman-Wurmfeld, sorti en 2002.

## Synopsis
Une séduisante journaliste célibataire décide de prendre sa vie sentimentale en main. Après être tombé sur une annonce figurant dans la catégorie « femme cherchant femme », elle décide d'y répondre et rencontre une femme avec qui, après une soirée où le courant s'est bien passé entre les deux femmes, se finit par un baiser.

## Fiche technique
- Titre : La Tentation de Jessica
- Titre québécois : Les aventures romantiques de Jessica Stein
- Titre original : Kissing Jessica Stein
- Réalisation : Charles Herman-Wurmfeld
- Scénario : Jennifer Westfeldt et Heather Juergensen
- Directeur de la photographie : Lawrence Sher
- Distribution des rôles : Susie Farris
- Direction artistique : Tema L. Staig
- Décors : Charlotte Bourke
- Costumes : Melissa Bruning
- Montage : Kristy Jacobs Maslin et  Greg Tillman
- Musique : Marcelo Zarvos (en)
- Production : Eden Wurmfeld et Brad Zions
  - Coproduction : Jennifer Westfeldt et Heather Juergensen
  - Production associée : Eduardo Braniff, Steven Firestone, Doug Liman, Mark Pincus et Kaye Popofsky
  - Production exécutive : Matt James
- Sociétés de production : Fox Searchlight Pictures, Brad Zions Films, Eden Wurmfeld Films, Cineric et Michael Alden Productions
- Distribution :  Fox Searchlight Pictures •  20th Century Fox
- Budget : 1 million de dollars[1]
- Format : Couleur – 35mm – 1,85:1 — Son Dolby Digital
- Langue : anglais
- Pays :  États-Unis
- Genre : Comédie dramatique, romance
- Durée : 97 minutes
- Dates de sortie :
  - États-Unis et Canada : 22 mars 2002
  - Belgique : 17 juillet 2002
  - France : 16 octobre 2002

## Distribution
- Jennifer Westfeldt (V.F. : Barbara Kelsch) : Jessica Stein
- Heather Juergensen (V.F. : Julie Dumas) : Helen Cooper
- Tovah Feldshuh : Judy Stein
- Scott Cohen (V.F. : Roland Timsit) : Josh Myers
- Jackie Hoffman (V.F. : Caroline Jacquin)  : Joan
- Brian Stepanek : Peter
- John Cariani : Chuck
- Michael Ealy : Greg
- Jon Hamm : Charles
- Idina Menzel : une demoiselle d'honneur

Source et légende : Version française (V.F.) sur Voxofilm

## Présentation du film
Le film fut présenté aux États-Unis, au Festival du film de Los Angeles le 21 avril 2001, suivi d'une première le 12 mars 2002. En France, il fut présenté en avant-première au Festival de Deauville en septembre 2002.

## Réception

### Box-office
La Tentation de Jessica a rencontré un succès commercial dès sa sortie en salles, en totalisant 10 013 424 $ de recettes au box-office mondial , dont 7 025 722 $ au box-office américain . Malgré une combinaison de salles assez faible (entre un minimum de 26 salles à un maximum de 319 salles), le long-métrage est un succès, en comparaison au budget de production, qui est de 1 million. En France, le film ne fédère qu'un public limité du fait de sa sortie dans 25 salles, en totalisant 39 527 entrées.

### Accueil critique
Dans les pays anglophones, La Tentation de Jessica a rencontré un accueil critique favorable, obtenant 85 % d'avis positifs sur le site Rotten Tomatoes, basé sur 117 commentaires collectés et une note moyenne de 7.1⁄10 et un score de 72⁄100 sur le site Metacritic, basé sur 36 commentaires collectés.